# 1774年の相撲
1774年の相撲（1774ねんのすもう）は、1774年の相撲関係のできごとについて述べる。

## 本場所など
- 4月場所（江戸相撲）[1]
  - 興行場所:深川八幡宮境内
  - 5月23日（旧4月13日）より晴天8日間興行
- 7月場所（大坂相撲）[1]
  - 興行場所:堀江
  - 晴天10日間興行
- 8月場所（京都相撲）[1]
  - 興行場所:二条東
  - 10日間興行
- 10月場所（江戸相撲）[2]
  - 興行場所:深草八幡社地内
  - 11月13日（旧10月10日）より晴天8日間興行